# Shining Force Gaiden
Shining Force Gaiden: Ensei – Jashin no Kuni he (シャイニング・フォース外伝 ～遠征・邪神の国へ～) é um RPG tático baseado em rodadas lançado apenas no Japão para o Sega Game Gear em 1992. A história do jogo se passa 20 anos depois dos eventos de Shining Force. É o primeiro jogo da série Shining Force Gaiden.
Em 1994, um remake de Gaiden e de seu sucessor Gaiden 2 foi lançado para o Sega CD, com o nome Shining Force CD; ao contrário das versões originais, esta versão foi lançada não apenas no Japão como também na América do Norte e na Europa. Shining Force CD também contém dois novos capítulos que continuam a história dos dois jogos Gaiden.

## Jogabilidade
O jogo consiste em uma série de batalhas estratégicas baseadas em rodadas, com pequenas cutscenes entre elas. Durante as cutscenes, o jogador pode salvar seu progresso, promover personagens, trazer personagens derrotados de volta, e ocasionalmente comprar e vender armas e itens. As mecânicas de combate e obtenção de nível são idênticas às encontradas em Shining Force.

## Enredo
O jogador assume o controle de Nick, um visitante de Guardiana, escolhido para ser o líder da Shining Force de Guardiana. A equipe deve viajar ao Kingdom of Cypress para resgatar os soldados sequestrados de Guardiana e encontrar uma forma de curar Queen Anri, que foi colocada sob um feitiço de sono pelo embaixador de Cypress, Woldol.
O jogo se passa 20 anos após os acontecimentos de Shining Force, e é efetivamente uma "sequência histórica" do mesmo. A história dá continuidade aos eventos de Guardiana e gira em torno de uma nova ameaça à nação. Anri, Ken, Lug (chamado "Luke" em Shining Force e no remake Resurrection of the Dark Dragon), e Lowe, personagens jogáveis em Shining Force, são todos considerados importantes, e um deles serve como personagem jogável a certo momento. Domingo, outro personagem jogável de Shining Force, aparece como um personagem oculto nesse jogo. Os membros iniciais da equipe incluem os filhos de Lug, Ken, e Hans, a irmã de Tao, e o sobrinho de Gong.
Shining Force Gaiden também marca o início da saga Cypress, que continua no jogo para Game Gear Shining Force: The Sword of Hajya e no título para Sega CD Shining Force CD. The Sword of Hajya é uma continuação direta da história de Shining Force Gaiden; este jogo se passa apenas dois meses depois e cobre a resolução da guerra entre as forças de Cypress e os seguidores de Iom.